# کوین مالتسف
کوین مالتسف (استونیایی: Kevin Maltsev؛ زادهٔ ۴ ژوئیهٔ ۲۰۰۰) اسکی‌باز پرش اهل استونی است.